# Font de la Farmàcia
La Font de la Farmàcia és una obra del municipi de Sant Pere de Ribes (Garraf) protegida com a bé cultural d'interès local.

## Descripció
La font de la farmàcia està situada enmig de la plaça de la Font (abans de l'Assumpta). Sobre un esglaó circular de pedra s'eleva la base de la font amb planta trilobada que defineix l'estructura del cos inferior, de pedra i maó, amb tres piques. Per damunt d'aquest cos, n'hi ha dos més, de secció circular. El primer, decorat amb trencadís de rajola que correspon a l'emplaçament de les tres aixetes, dues de les quals no són utilitzables actualment; el segon, de rajola predominantment blanca, conté un plafó també de ceràmica, on figura la data del 1906. La font acaba en un cos cònic de trencadís, coronat per un fanal amb base de decoració ceràmica.

## Història
La construcció d'aquesta font, segons projecte de Josep Font i Gumà, es va realitzar l'any 1906 per commemorar la tramesa d'aigües encanonades que s'havia dut a terme feia poc.